# Britomártis

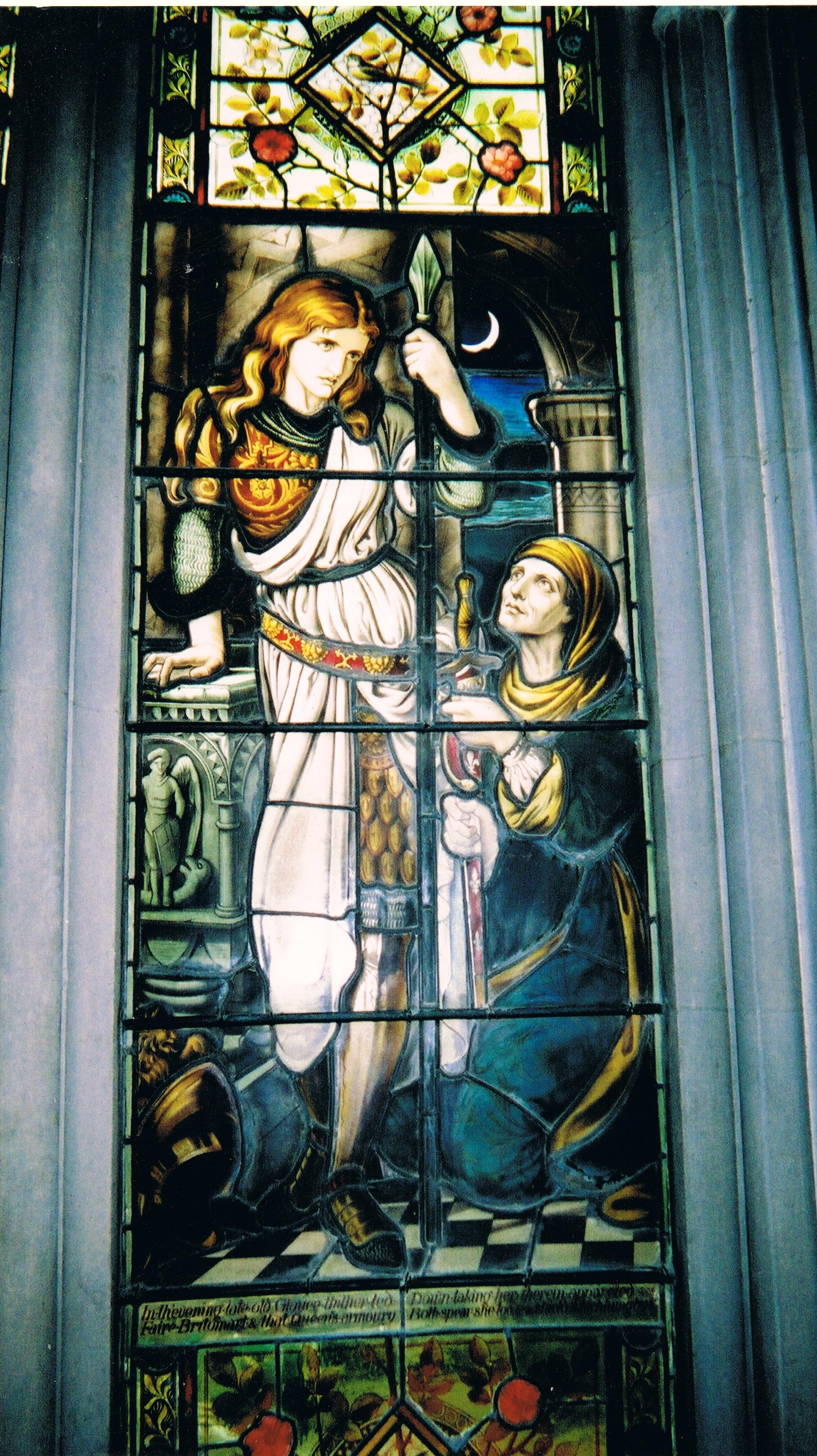
Βριτομαρτις

Britomártis (ou Britomarte) é uma deusa da mitologia grega, filha de Zeus e Carme.
A origem remonta à mitologia minoica, passando pela micênica e sofrendo muitas transformações até chegar à cultura grega.
Para os gregos, Britomártis ("doce virgem" termo que pode ter sido traduzido errado) era uma ninfa das montanhas, às vezes confundida com Ártemis ou Afaia, a protetora de Égina. Também era considerada a deusa das redes em algumas versões.
Uma das lendas conta que ela foi perseguida pelo rei minos, e ao fugir dele, pulou de um precipício caindo em uma rede de pesca, e depois foi resgatada pela deusa Artemis, sendo companheira dela.

Origens e Etimologia
O nome "Britomártis" é derivado do grego antigo e pode ser traduzido como "doce virgem" ou "doce jovem". A variante "Diktynna" também está associada a ela, referindo-se à caverna de Dikte, uma localização importante em Creta.

Mitologia
Britomártis é frequentemente descrita como uma deusa da caça e da natureza selvagem, compartilhando semelhanças com outras divindades, como Ártemis e Diana. No entanto, ela também é venerada como uma deusa da pesca e da navegação, refletindo a importância do mar para a cultura cretense.
Uma das lendas mais conhecidas sobre Britomártis envolve o deus do amor, Eros, e o deus do vento, Zéfiro. Segundo a narrativa, Britomártis fugiu do assédio amoroso de Minos, rei de Creta, e pulou em um penhasco para escapar. No momento em que ela estava prestes a cair nas rochas, Zéfiro a envolveu em uma nuvem e a transformou em uma deusa, suspendendo-a no ar. A partir desse momento, ela foi conhecida como a "doce virgem" e passou a ser adorada pelos habitantes locais.

Culto e Adoração
O culto de Britomártis era especialmente proeminente em Creta, e ela tinha vários santuários dedicados a ela em toda a ilha. O mais notável era o santuário de Dikte, localizado em uma caverna nas montanhas de Creta, onde ela era celebrada como a protetora dos caçadores e pescadores.
Os cretenses também acreditavam que Britomártis desempenhava um papel crucial na segurança dos marinheiros, e muitos rituais e oferendas eram realizados em sua honra antes das viagens ao mar.

Influência e Legado
A deusa Britomártis permanece como um exemplo notável da rica e complexa mitologia minoica, que exerceu influência significativa sobre a cultura grega posterior. Embora sua adoração tenha diminuído com o tempo, sua presença na mitologia e arqueologia continua a ser um testemunho da rica tapeçaria cultural que moldou a civilização minoica.
Hoje, Britomártis é estudada e reverenciada por historiadores, arqueólogos e entusiastas da mitologia grega, que buscam entender e preservar a rica herança cultural de Creta.

A relação entre Britomártis e Ártemis é complexa e demonstra a sinergia entre diferentes culturas e mitologias na Grécia Antiga.

Paralelos e Sincretismo
Britomártis e Ártemis compartilham várias semelhanças em termos de atributos e características. Ambas são associadas à caça, à natureza selvagem e à virgindade. Essa semelhança levou alguns estudiosos a sugerirem que Britomártis pode ter sido uma adaptação ou uma variante local de Ártemis na cultura minoica.

Diferenças Distintivas
No entanto, apesar das semelhanças, existem diferenças distintas entre as duas deidades. Enquanto Ártemis era uma das principais divindades do panteão grego, com uma mitologia e culto bem desenvolvidos, Britomártis era uma figura mais regional, principalmente venerada em Creta.

Britomártis como um Aspecto de Ártemis
Alguns mitólogos sugerem que Britomártis pode ter começado como um aspecto localizado de Ártemis em Creta, adaptado para se adequar às crenças e práticas da cultura minoica. À medida que as culturas se entrelaçavam e influenciavam umas às outras, essa figura pode ter evoluído para se tornar uma divindade com características únicas e um papel distinto na mitologia cretense.

Possíveis Influências
Outra teoria é que Britomártis pode ter sido uma fusão das tradições locais com elementos da mitologia grega. A história da perseguição amorosa por Minos e a intervenção de Zéfiro, por exemplo, apresentam paralelos com outras narrativas mitológicas gregas, mas são incorporadas em um contexto e cenário específicos de Creta.

Legado e Significado
A relação entre Britomártis e Ártemis destaca a natureza fluida e dinâmica da mitologia na Grécia Antiga. Ela nos lembra que as divindades e mitos muitas vezes transcenderam fronteiras geográficas e culturais, adaptando-se para se adequar às crenças e práticas locais.

No final, a conexão entre Britomártis e Ártemis é um testemunho da complexidade e diversidade da mitologia grega, enriquecida pela interação entre diferentes culturas e tradições ao longo dos séculos. Essas duas figuras, cada uma com sua própria influência e significado, continuam a ser fontes de fascínio e estudo para aqueles interessados na rica tapeçaria da mitologia grega.
OBS: Este artigo foi elaborado com a assistência do modelo de linguagem ChatGPT, desenvolvido pela OpenAI. O conteúdo é uma criação gerada por AI e baseia-se no conhecimento disponível até setembro de 2021.